# Heiligenhaus
Heiligenhaus (pronunciación en alemán: /ˈhaɪ̯lɪɡn̩ˌhaʊ̯s/ⓘ) es un pueblo en el distrito de Mettmann, en Renania del Norte-Westfalia, Alemania, en el Rin-Ruhr, la zona suburbana. Se encuentra entre Düsseldorf y Essen.

## Ciudades hermanas
- Basildon
- Mansfield
- Zwönitz